# Tetrinet
TetriNET är en open source-licensierad variant på spelet Tetris.
Den ursprungliga klienten kom 1997, utvecklad av en programmerare under pseudonymet St0rmCat.
Utvecklingen av den ursprungliga klienten (TetriNET för Windows) har sedan länge upphört.
Flera kompatibla klienter har dock utvecklats sedan dess, bl.a. GTetriNET för Linux.
Små turneringar och mästerskap i Tetrinet hålls regelbundet av den trogna skaran anhängare.